# The Elysian Grandeval Galèriarch
The Elysian Grandeval Galèriarch (abreviado como The EGG) é o segundo álbum de estúdio da banda inglesa de deathcore Infant Annihilator. Foi lançado em 29 de julho de 2016. Este álbum marca a primeira vez que o vocalista Dickie Allen aparece, encerrando o hiato na atividade musical após a saída do ex-vocalista Dan Watson da banda em 2013.
Este é o primeiro álbum da Infant Annihilator a entrar nas paradas, figurando em várias listas da Billboard, incluindo Top Heatseekers, Top Rock Albums e Top Hard Rock Albums.

## Antecedentes

### História
No final de 2013, o primeiro vocalista da Infant Annihilator, Dan Watson, saiu da banda. Eles estavam no processo de composição de seu segundo álbum e quase haviam terminado de escrever a música de quase 18 minutos "Behold the Kingdom of the Wretched Undying". No entanto, após a saída de Watson, a escrita para um novo álbum foi interrompida. Um ano depois, no final de 2014, enquanto estava tocando para a banda britânica Desolated durante a primeira turnê deles pelos EUA, o baterista Aaron Kitcher conheceu pessoalmente o vocalista americano Dickie Allen pela primeira vez. A formação da turnê incluía a banda Traitors, que havia trazido Allen, um amigo da banda, para a turnê. Ouvir as vocais de Allen pessoalmente convenceu Kitcher de que ele se encaixaria bem na Infant Annihilator, levando-os a recrutá-lo como seu novo vocalista.
Com um novo vocalista, a Infant Annihilator retomou a composição de seu segundo álbum, indicando nas redes sociais que ainda estavam ativos. Eventualmente, revelaram que tinham adquirido um novo vocalista e estavam trabalhando em um novo álbum. Eles também lançaram um vídeo com a letra e um vídeo de demonstração de guitarra para "Soil the Stillborn", atualizações da sessão de gravação vocal e o videoclipe de "Motherless Miscarriage" em seu canal no YouTube para promover o álbum.

### Gravação
O processo de escrita e gravação para The Elysian Grandeval Galèriarch foi diferente do que havia sido feito para o álbum anterior, The Palpable Leprosy of Pollution. Anteriormente, Kitcher e o guitarrista Eddie Pickard se comunicavam exclusivamente com Watson pela internet, utilizando a prática de bandas online, na qual os membros individuais estavam separados geograficamente durante a gravação, trocando ideias e arquivos pela internet. Para o álbum anterior, os instrumentais foram escritos e gravados por Kitcher e Pickard na Inglaterra, e as letras e vocais foram escritos e gravados por Watson nos EUA, sem que os três se encontrassem pessoalmente.
Em contraste, para a gravação de The Elysian Grandeval Galèriarch, Kitcher e Pickard viajaram para o Kirkbride Recordings, na Flórida, e ficaram lá por um mês para gravar os vocais de Allen. Eles ficaram felizes por poder dar contribuições diretas e ideias durante a gravação (o que não podiam fazer no álbum anterior devido à comunicação e troca de arquivos apenas online com Watson). Allen escreveu metade das letras, com Kitcher e Pickard ajustando-as para se adequar ao tema do álbum. Dillon Becker, ex-baixista do Traitors e vocalista atual do AnimalFarm, também contribuiu significativamente para a escrita das letras. Uma vez que as letras foram finalizadas, o processo de gravação vocal levou duas semanas para ser concluído.

### Vazamento do álbum e lançamento
O álbum vazou aproximadamente cinco dias antes da data oficial de lançamento, levando a Infant Annihilator a optar por disponibilizar a transmissão oficial do álbum no YouTube quatro dias antes do previsto. The Elysian Grandeval Galèriarch foi lançado oficialmente em 29 de julho de 2016 e foi o primeiro álbum da banda a entrar nas paradas, figurando em várias listas da Billboard, incluindo as paradas Top Heatseekers, Independent Albums, Top Album Sales, Top Rock Albums e Top Hard Rock Albums.

## Música e letras

### Temas Líricos e Etimologia
Quando questionado sobre a origem e significado do título do álbum, o baterista Aaron Kitcher disse: "Para ser perfeitamente honesto, nós realmente queríamos que um álbum tivesse a abreviação 'The EGG', haha. Levou um bom tempo para encontrar um conjunto de palavras que não apenas tivesse essa abreviação, mas também soasse bem e fizesse sentido com o conceito do álbum. 'Elysian' - celestial/divino; 'Grandeval' - antigo... 'Galèriarch'... uma fusão da palavra 'galère', que significa um grupo de pessoas indesejáveis, e o sufixo '-arch', que muda o significado para o líder de um grupo de pessoas indesejáveis. Então, temos o governante celestial/divino antigo de um grupo de indesejáveis. Neste caso, os indesejáveis são uma seita religiosa."
Kitcher continuou explicando o tema por trás das letras do álbum: "As letras são basicamente resumidas pelo título - é tudo sobre uma linha de líderes divinos dessa horrenda seita religiosa que ganham poder cometendo os atos mais vis possíveis, principalmente em crianças. As letras falam sobre como o primeiro líder surgiu, como ele começou sua seita e, é claro, entram em descrições gráficas dos atos horríveis que são cometidos."
Sobre o processo de escrita das letras, Kitcher disse: "É meio que uma continuação do tema do primeiro álbum, mas dando um passo para trás e contando a imagem maior. A maneira como abordamos a escrita das letras foi com a mentalidade: 'se for fisicamente desconfortável e repugnante para nós escrevermos, então estamos no caminho certo'". O vocalista Dickie Allen acrescentou: "... para o novo álbum da Infant Annihilator... eu estava tentando ser o mais vulgar possível, mantendo a mesma sensação do primeiro álbum, mas honestamente elevando um degrau."

### Estilo Musical
The Elysian Grandeval Galèriarch é um álbum de deathcore e foi descrito por críticos como tendo semelhanças estilísticas com várias outras bandas de deathcore e death metal, incluindo Cattle Decapitation, Rings of Saturn, Acrania, Archspire, Annotations of an Autopsy e Agoraphobic Nosebleed. Críticos também notaram alguma influência de down-tempo originada do outro projeto musical de Kitcher e Pickard, a banda de down-tempo deathcore Black Tongue.

## Recepção
| Críticas profissionais    | Críticas profissionais |
| Avaliações da crítica     | Avaliações da crítica  |
| Fonte                     | Avaliação              |
| ------------------------- | ---------------------- |
| Marunouchi Muzik Magazine | 10 de 10 estrelas.     |
| New-Transcendence         | [ 12 ]                 |
| Dead Rhetoric             | [ 13 ]                 |
| It Djents                 | [ 14 ]                 |
| Stormbringer.at           | [ 15 ]                 |
| Distorted Sound Magazine  | [ 16 ]                 |
| Sputnikmusic              | [ 17 ]                 |

The Elysian Grandeval Galèriarch foi recebido com elogios da crítica, com vários críticos dando a nota máxima. Uma observação comum entre os revisores foi a melhoria e progressão na habilidade de composição do Infant Annihilator e na qualidade de produção do álbum em comparação com o álbum anterior (The Palpable Leprosy of Pollution). O estilo vocal diversificado e eclético do novo vocalista, Dickie Allen, foi elogiado e considerado uma melhoria em relação ao álbum anterior. A extensão do álbum, com quase uma hora - mais longa do que o usual no gênero - e a duração da faixa de quase 18 minutos "Behold the Kingdom of the Wretched Undying", foram tanto elogiadas quanto criticadas por diversos críticos.
As críticas negativas foram escassas, mas Kyle McGinn, da Dead Rhetoric, teve principalmente opiniões neutras-negativas sobre o álbum, chamando-o de "... uma confusão de velocidade e breakdowns...", "Extremo pelo extremo..." e "... demais para assimilar". Outra opinião negativa expressa por alguns críticos foi que, às vezes, o álbum era demasiadamente repetitivo e não memorável o suficiente.
O estilo do álbum foi observado por vários críticos como sendo reminiscente, em sua técnica, da banda Rings of Saturn, cujo álbum de 2014, Lugal Ki En, tinha Kitcher como baterista.

### Cultura Pop
Quando o YouTuber/músico Jared Dines presenteou o rapper Post Malone com um vinil do álbum autografado pelo vocalista Dickie Allen, Malone afirmou: "Este é o meu vinil favorito que eu tenho... Este disco é muito incrível." Em outra ocasião, Malone foi visto usando uma camiseta da Infant Annihilator com a arte do álbum.

## Lista de faixas
Todas as letras escritas por Dickie Allen e Dillon Becker, todas as músicas compostas por Aaron Kitcher e Eddie Pickard.
| N.º            | Título | Duração |  |
| 1.             | "Unholy Gravebirth" | 4:48    |  |
| 2.             | "Crucifilth" | 4:55    |  |
| 3.             | "Motherless Miscarriage" | 2:18    |  |
| 4.             | "Baptised, Bastardised, Sodomised." | 4:23    |  |
| 5.             | "Behold the Kingdom of the Wretched Undying" (participação de Tyler Shelton, Bryan Long, Dillon Becker & Chris Whited - I. "He, Who Dwells in Shadow" - II. "They, Who Hunt Beneath" - III. "He, Who Holds Dominion" - IV. "Rise, Monolithic Overlord" | 17:40   |  |
| 6.             | "Soil the Stillborn" | 3:59    |  |
| 7.             | "Paedophilic Ultimatum" | 1:10    |  |
| 8.             | "Neutered in Utero" | 4:46    |  |
| 9.             | "Pelt of Innocent Flesh" | 7:04    |  |
| 10.            | "Blasphemian" | 7:24    |  |
| 11.            | "Neonatalimpalionecrophiliation" (Instrumental) | 0:11    |  |
| Duração total: | Duração total: | 58:38   |  |

## Paradas
The Elysian Grandeval Galèriarch foi o primeiro álbum do Infant Annihilator a figurar nas paradas, entrando em várias paradas da Billboard.
| Parada (2016)                       | Melhor posição |
| ----------------------------------- | -------------- |
| US Top Hard Rock Albums (Billboard) | 7              |
| US Top Rock Albums (Billboard)      | 22             |
| US Top Album Sales (Billboard)      | 90             |
| US Independent Albums (Billboard)   | 14             |
| US Heatseekers Albums (Billboard)   | 4              |

## Créditos
Infant Annihilator
- Dickie Allen – vocais, letras
- Eddie Pickard – guitarras, baixo
- Aaron Kitcher – drums

Arte e filmagem
- Scott Rudd – produção do vídeo ("Soil the Stillborn")
- Paper Jimsm'n – filmagem do videoclipe ("Motherless Miscarriage")
- Eddie Pickard – edição de filmagem ("Motherless Miscarriage")
- Aaron Kitcher – edição de filmagem ("Motherless Miscarriage")

Produção
- Jesse Kirkbride – produção, engenharia, mixagem, masterização

Créditos adicionais
- Dillon Becker – letras, vocais adicionais (faixa 5)
- Tyler Shelton – vocais adicionais (faixa 5)
- Bryan Long – vocais adicionais (faixa 5)
- Chris Whited  – vocais adicionais (faixa 5)